# František Kožík
František Kožík (Uherský Brod, 16 maggio 1909 – Telč, 5 aprile 1997) è stato uno scrittore ceco, attivo sostenitore dell'esperanto. Usò anche lo pseudonimo Jiří Žalman.

## Biografia
Dopo aver conseguito il diploma nel 1927, Kožík studiò diritto e filosofia. Fu scrittore, poeta, giornalista, traduttore e autore di libretti d'opera. Tra il 1933 e il 1940 fu direttore del programma radiofonico Verda Stacio di Brno, che era trasmesso in esperanto. In quegli anni ebbe una relazione con l'attrice Zorka Janů. Dal 1956 al 1974 lavorò come drammaturgo per la radio e la televisione.
Cercò l'ispirazione per le sue opere dapprima nell'epoca dei Rosenberg della Boemia del sud. In due romanzi raccontò gli ultimi anni di vita di Wilhelm e Peter Wok von Rosenberg.
Scrisse in particolare romanzi storici biografici, su personaggi quali Jean-Gaspard Deburau, Luís de Camões, Miguel de Cervantes, Donatien Alphonse François de Sade, Jan Amos Komenský, Leoš Janáček, Josef Mánes, Eduard Vojan, Josef Kajetán Tyl, Jaroslav Čermák, Zdenka Braunerová, Rudolf Těsnohlídek ed altri.

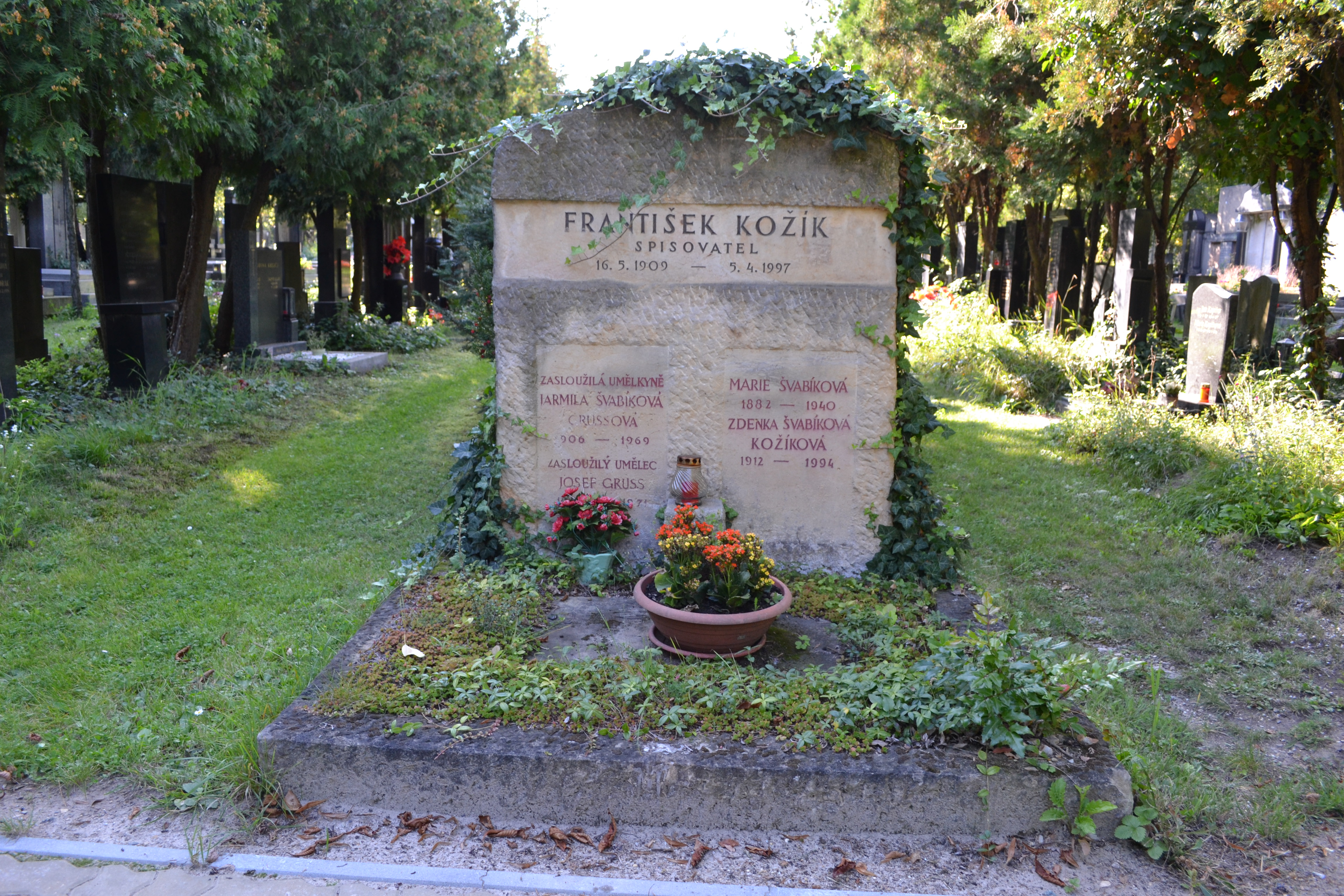
Tomba di František Kožík a Praga

Nel 1988 lo Stato gli conferì il titolo di Artista nazionale.

## Opere
- Největší z pierotů (1939)
- Básník neumírá (1940) - su Luís Vaz de Camões
- Na dolinách svítá (1947)
- Josef Mánes (1955) – su Josef Mánes
- Synové hor (1954) - sulla tragedia degli sciatori cechi Hanče e Vrbaty
- Světlo v temnotách (1958) – su Comenio
- Rytíř smutné postavy (1958) – su Miguel de Cervantes
- Zákon věrných strážců (1961) – knížka pro děti
- Kryštof Harant (1964) – su Kryštof Harant
- Po zarostlém chodníčku (1967) – su Leoš Janáček
- Pouta věrnosti (1971) – sul pittore Jaroslav Čermák
- Hejtman Šarovec (1971) - romanzo storico sull'eroe leggendario Janu Šarovcovi[1]
- Miláček národa (1975) – su Josef Kajetán Tyl
- Na křídle větrného mlýna, Neklidné babí léto (1977, 1979) – su Zdenka Braunerová
- Kronika života a vlády Karla IV., krále českého a císaře římského (1981) – su Carlo IV di Lussemburgo
- Fanfáry pro krále (1983) – su Eduard Vojan
- Jsem vánočnímu stromku podoben (1992) – su Rudolf Těsnohlídek
- Černé slunce (1992) – sul Marchese de Sade
- Neklidné babí léto
- Čas třešní - su Napoleone III e la Comune di Parigi
- Za trochu lásky... (1997) su Jaroslav Vrchlický
- Blázny živí Bůh
- Prstýnek z vlasů
- Pohádky vánočního zvonku
- O Honzovi
- Tři zlí kmotři
- Pírinka (1943)
- Zelená princezna

### Opere in esperanto
- Poeto ne mortas (1984)
- Lumo en tenebroj (1992)